# بريان فيتسباتريك (كرة سلة)
بريان فيتسباتريك (بالإنجليزية: Brian Fitzpatrick)‏ مواليد 6 نوفمبر 1989 في نيويورك، هو لاعب كرة سلة أمريكي. بدأ مسيرته الاحترافية في سنة 2014. يلعب في الدوري التشيكي الوطني لكرة السلة. يبلغ طوله 6 قدم 8 بوصة (2.0 م). لعب مع نادي بانيونيس لكرة السلة في الدوري اليوناني لكرة السلة ونادي هورسينس لكرة السلة في الدوري الدنماركي لكرة السلة.

## روابط خارجية
- بريان فيتسباتريك (كرة سلة) على موقع كرة السلة الأوروبية.كوم (الإنجليزية)
- بريان فيتسباتريك (كرة سلة) على موقع كلية كرة السلة في سبورتس رفرنس.كوم (الإنجليزية)
- بريان فيتسباتريك (كرة سلة) على موقع ريلجم (الإنجليزية)
- بريان فيتسباتريك (كرة سلة) على موقع بروبوليرز (الإنجليزية)
- بريان فيتسباتريك (كرة سلة) على موقع سبورتس رفرنس (الإنجليزية)